# Ash Flat (Arkansas)
Ash Flat város az USA Arkansas államában, Sharp megyében, melynek megyeszékhelye is. Lakosainak száma 1137 fő (2020. április 1.).

## Népesség
A település népességének változása:

| 2010 | 1 082 |
| 2020 | 1 137 |